# Carthage (Indiana)
Carthage é uma cidade  localizada no estado americano de Indiana, no Condado de Rush.

## Demografia
Segundo o censo americano de 2000, a sua população era de 928 habitantes.
Em 2006, foi estimada uma população de 871, um decréscimo de 57 (-6.1%).

## Geografia
De acordo com o United States Census Bureau tem uma área de
1,5 km², dos quais 1,5 km² cobertos por terra e 0,0 km² cobertos por água. Carthage localiza-se a aproximadamente 296 m acima do nível do mar.

## Localidades na vizinhança
O diagrama seguinte representa as localidades num raio de 20 km ao redor de Carthage.